# Sara Giménez Giménez
Sara Giménez Giménez (Osca, 1977) és una advocada d'ètnia gitana que destaca per la seva lluita per la integració del col·lectiu gitano en la societat. És una activista contra les desigualtats que pateixen les minories per raça o orientació sexual.

## Biografia
Va estudiar Dret a la Universitat de Saragossa i va completar els seus estudis realitzant un Postgrau en Drets Humans per la Universitat del País Basc. També s'ha format en Direcció i Gestió d'ONG i té estudis especialitzats sobre menors, estrangeria i dret penal entre d'altres.

## Trajectòria
És membre de la Fundació Secretariat Gitano (FSG) on és la responsable del Departament d'Igualtat i Lluita contra la Discriminació i ha dut a terme l'acompanyament jurídic directe en la defensa de casos de discriminació davant els tribunals. També hi dirigeix l'informe anual 'Discriminació i comunitat gitana. Els successos més destacats són el cas d'una gitana romanesa de Barcelona que va fallar favorable a l'Audiència Provincial de Barcelona al desembre de 2013, i el cas de la vídua gitana Mª Luisa Muñoz "La Nena", favorable també, en el Tribunal Europeu de drets Humans al desembre de 2009.
El 21 de març de 2018 va començar la seva trajectòria al Comissió Europea contra el Racisme i la Intolerància (ECRI) com a membre i on desenvolupa una tasca de control i revisió de lleis, polítiques i mesures en matèria de racisme i altres formes d'intolerància. Amb ella és la primera vegada que una advocada d'ètnia gitana representa Espanya en aquest comitè.
El 13 de març de 2019, va fer el salt a la política espanyola de la mà de Ciutadans - Partit de la Ciutadania confirmant la seva candidatura al Congrés dels Diputats com a tercera de llista per Madrid de la formació. El maig del 2019 el líder de Ciutadans Albert Rivera la va proposar per ser presidenta del Congrés dels Diputats.

## Reconeixements
El 2014 va ser guardonada amb el Premi a la Responsabilitat Social, pel seu compromís amb la promoció de la comunitat gitana, per l'Associació Aragonesa de Dones Empresàries i Professionals, Arame.